# Alfredo López
Alfredo López Ruiz (ur. 8 grudnia 1947) – meksykański zapaśnik walczący w stylu klasycznym. Olimpijczyk z Monachium 1972, gdzie wycofał się po pierwszej rundzie turnieju w wadze do 57 kg.
Brat Moisésa Lópeza, zapaśnika i czterokrotnego olimpijczyka od Tokio 1964 do Montrealu 1976.
Brązowy medalista igrzysk panamerykańskich w 1975 roku.

## Letnie Igrzyska Olimpijskie 1972
| Konkurencja                  | Walki                | Klas. końcowa  |
| Konkurencja                  | Pierwsza runda       | Miejsce        |
| ---------------------------- | -------------------- | -------------- |
| styl klasyczny, waga kogucia | Per Lindholm (SWE) P | pierwsza runda |